# Tjatterknottsmyg
Tjatterknottsmyg (Ramphocaenus sticturus) är en nyligen urskild fågelart i familjen myggsnappare inom ordningen tättingar.

## Utbredning och systematik
Fågeln förekommer i södra och västra Amazonområdet och delas in i två underarter med följande utbredning:
- Ramphocaenus sticturus sticturus – sydcentrala Brasilien
- Ramphocaenus sticturus obscurus – östra Peru till norra Bolivia

Den behandlades tidigare som underart till Ramphocaenus melanurus och vissa gör det fortfarande.

## Status
IUCN erkänner den inte som art, varvid den inte placeras i någon hotkategori.